# مالكولم إيبيوي
مالكولم إيبيوي (مواليد 4 سبتمبر 2003) هو لاعب كرة قدم إنجليزي يلعب في مركز الجناح في نادي ديربي كاونتي.

## روابط خارجية
- مالكولم إيبيوي على موقع قاعدة بيانات كرة القدم.إي يو (الإنجليزية)
- مالكولم إيبيوي على موقع Soccerbase.com (لاعب) (الإنجليزية)
- مالكولم إيبيوي على موقع Soccerway.com (الإنجليزية)
- مالكولم إيبيوي على موقع عالم كرة القدم.نت (الإنجليزية)